# Xanthesma deloschema
Xanthesma deloschema is een vliesvleugelig insect uit de familie Colletidae. De wetenschappelijke naam van de soort is voor het eerst geldig gepubliceerd in 1969 door Exley.